# Jean-Nicolas de Stenbier
Jean-Nicolas de Stenbier, fils de Guillaume de Stenbier — bourgmestre de Liège en 1679 —, et d’Élisabeth Alexandre, fut lui-même bourgmestre de Liège en 1709, 1714 et 1720.
Il avait épousé Hélène, baronne de Rosen, fille de Michel-Henri, baron de Rosen, échevin, puis bourgmestre de Liège, et d’Hélène de Hellinx.